# Ladislav Maier
Ladislav "Ladi" Maier (Boskovice, 4 de janeiro de 1966) é um ex-futebolista da República Checa, que atuava como goleiro.

## Carreira
Por clubes, Maier iniciou sua carreira aos 22 anos, no JZD Drnovice. Passou também por Zbrojovka Brünn e Gera Drnovice até chegar ao Slovan Liberec em 1992, e foi nos "Modrobílí" que o goleiro conseguiu destaque, embora não conquistasse nenhum título com a equipe. Até 1998, foram 148 partidas disputadas.
Contratado pelo Rapid Viena, Maier conquistou seus dois únicos títulos como atleta profissional: a Supercopa da Áustria de 1998 e o Campeonato Austríaco de 2004-05. Durante sua passagem pelo clube austríaco, não poupou críticas ao ídolo alemão Lothar Matthäus, que treinara o goleiro entre 2001 e 2002, chamando o ex-líbero de "maior idiota da história". Ladi encerrou sua carreira aos 39 anos, após o término da Bundesliga austríaca.

## Seleção
Sem chances na Seleção da Tchecoslováquia, Maier esperou até 1995 para receber a primeira de suas 7 convocações para a Seleção da República Checa. Disputou duas edições da Eurocopa, em 1996 (como terceiro goleiro) e 2000 (como reserva de Pavel Srníček). Participou também da Copa das Confederações de 1997, também como reserva de Srníček. Maier deixou a seleção em 2001.

## Títulos
- Supercopa da Áustria (1): 1998
- Campeonato Austríaco (1): 2005